# Deinopa biligula
Deinopa biligula är en fjärilsart som beskrevs av Achille Guenée 1852. Deinopa biligula ingår i släktet Deinopa och familjen nattflyn. Inga underarter finns listade i Catalogue of Life.